# Charops z Epiru
Charops (gr: Χάροψ, Chárops) (zm. 157 p.n.e. w Brundisium) – tyran Epiru od 167 p.n.e. do swej śmierci. Syn Machatosa, syna Charopsa, i Filotis.

## Rodzina
Dziadkiem Charopsa był Charops, obywatel epirocki. Stał on po stronie Rzymian w ich wojnie z Filipem V Macedońskim.
Gdy w r. 198 p.n.e. król Macedonii zajmował przesmyki Epiru, Charops pomógł Rzymianom w usunięciu go ze swego kraju.
W r. 191 p.n.e. Charops posłował do Antiocha III Wielkiego, króla państwa Seleucydów, który zimował w Chalkis na Eubei. Przedstawił królowi prośbę Epirotów, by nie wciągał ich więcej na wojnę z Rzymianami oraz pamiętał, że oni mieszkają najbliżej Italii. Proponował mu, że jeżeli może przybyć do Epiru, to zostanie przyjęty w ich miastach i portach.

## Młodość
Charops do końca życia pozostał przyjacielem Rzymian. Miał po zmarłym synu Machatasie wnuka Charopsa, którego wysłał w młodości do Rzymu, by poznał tam język i literaturę oraz zawarł znajomości. Charops po pewnym czasie wrócił do domu. Po śmierci dziadka zaczął się buntować, gdyż był lekkomyślnym i zepsutym młodzieńcem. Nikt z ludzi wysoko postawionych, takich jak Antinoos lub Kefalos, początkowo się z nim nie liczył. Gdy doszło do wojny między Rzymem a Perseuszem Macedońskim, Charops, wykorzystując swe dawne znajomości, oczerniał swoich rodaków przed Rzymianami. Przywódcy epiroccy, obawiając się kary z powodu jego oszczerstw, zostali zmuszeni do wybrania strony króla Perseusza.

## Rządy w Epirze
Gdy Perseusz został pokonany w r. 167 p.n.e., Charops z Nikiaszem posłował do Rzymian, by pogratulować im zwycięstwa. Zgadzając się na likwidację królestwa Macedonii przez Rzymian, starał się przypodobać rzymskiemu wodzowi Emiliuszowi Paulusowi w Amfipolis. Wyeliminował swych wrogów politycznych poprzez wskazanie ich jako zwolenników Perseusza, dzięki czemu mógł objąć władzę nad swoją ojczyzną. Charops, z pomocą oddanych sobie ludzi, mordował mieszkańców na agorze, w ich własnych domach czy na polach i drogach. Konfiskował ich majątki. Następnie postanowił proskrybować bogatych ludzi, dzięki czemu mógł wyłudzać od nich pieniądze. Mężczyznom zabierał samodzielnie, a kobietom za pośrednictwem matki Filotis. Pomimo to proskrybowane osoby zostały osądzone przez sąd ludu. Tłum w mieście Foinike, zastraszony przez Charopsa, skazał proskrybowanych nie na wygnanie lecz na śmierć, jako wrogów Rzymian. Część proskrybowanych uciekła.
Charops zwrócił się do senatu rzymskiego z pieniędzmi, aby usankcjonował jego nadużycia. Rzymianie jednak byli zniesmaczeni jego działalnością. Pontifex Maximus i pierwszy senator Marek Emiliusz Lepidus oraz Lucjusz Emiliusz Paulus Macedoński nie wpuścili go do swych domów. Później Charops został przyjęty przez senat, który jego próśb nie uwzględnił oraz nie dał wyraźnej odpowiedzi. Senatorowie oświadczyli tylko, że wyślą posłów w celu dokładnego zbadania sprawy. Charops, wracając do domu, zmienił odpowiedź senatu na swoją korzyść. Napisał, że senat akceptuje wszystko, co zrobił.
Charops zmarł w Brundisium r. 157 p.n.e. Jednak w Epirze nadal panowało zamieszanie z powodu bezprawia i okrucieństwa jego rządów. Rzymianie postanowili włączyć Epir do swego państwa.